# عنکبوتی‌میمونیان
عنکبوتی‌میمونیان (نام علمی: Atelinae) نام یک زیرخانواده از تیره عنکبوتی‌میمونان است.